# Церковь Михаила Архангела (Новочеркасск)
Церковь Михаила Архангела  — православный храм в городе Новочеркасск, Ростовской и Новочеркасской епархии Московского Патриархата Русской Православной Церкви.
Адрес храма: Ростовская область, г. Новочеркасск, проспект Платовский, 79-а.

## История
В своё время в Черкасске, бывшей столице Донского казачества, был построен одноимённый деревянный храм. После переноса столицы в Новочеркасск возникла необходимость переноса храма. Разрешение на перенос храма из Черкасска в Новочеркасск деревянной церкви было получено в декабре 1812 года от епископа Воронежского и Черкасского Антония, несмотря на то, что существовал запрет Св. Синода на перенос храмов из Черкасска в Новый Черкасск. Однако Св. Синод также дал согласие, но с условием, что после возвращения Донских казаков с полей сражений с Наполеоном, они должны были построить в Новочеркасске каменную церковь. В 1813 году храм разобрали и перевезли в Новочеркасск.
Вместе с переносом деревянного Михайловского храма в Новочеркасск перевезли также богатую церковную утварь, иконы и т. д. По описи 1830 года в храме был многоярусный иконостас с резными украшениями и позолотой, иконы в серебряных окладах, запрестольные иконы старинного письма были украшены жемчужными ожерельями, золотыми накладками, вставками из изумрудов, бриллиантов и полудрагоценных камней и др.
В 1834 году к деревянному храму были пристроены, в 1837 и 1839 годах освящены два деревянных предела: в честь Владимирской иконы Божьей Матери и св. Иоанна Предтечи (Иоанна Крестителя).
Деревянный храм постепенно ветшал, новый староста Михайло-Архангельского храма Семен Николаевич Кошкин в 1850 году поднял вопрос о строительстве каменного храма.

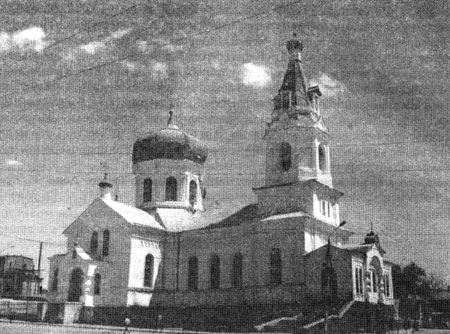
Церковь до революции

Средства на новый храм собирали всем миром около десять лет, в 1863 году состоялась закладка нового каменного Михайло-Архангельского храма на новом месте — на западной стороне Азовской площади (ул. Западенская, ныне Михайловская), на части территории Азовского базара. Строительство шло почти шесть лет, в 1869 году храм был вчерне возведён. Отделочные работы шли ещё почти три года. В 1872 году службы в Михайло-Архангельском храме шли в каменном здании.
Новый каменный храм был построен по проекту архитектора Якова Седова, освящён 8 ноября 1873 года в престольный праздник Собора Архистратига Михаила и прочих Небесных сил бесплотных. В старом деревянном здании была образована единоверческая церковь Успения Пресвятой Богородицы.
В 1922 году в стране проводилась Всероссийской кампании по изъятию церковных ценностей и из Михайло-Архангельской церкви изъяли церковную утварь, включая 864 кг серебра, 4 кг золота, около 400 шт. драгоценных камней, алмазов и др.
В 1930-х годах по решению Президиума Ростовского Облисполкома от 8 января 1939 года Михайло-Архангельская церковь была закрыта.
В период оккупации с 25 июля 1942 года по 13 февраля 1943 год храм был вновь открыт, службы вёл священник Николай Фомин.
В 1961 году храм закрыли. В 1990-е годы началось возрождение храма. 19 июня 1990 года Горисполком принял решение о передаче здания храма прихожанам. С 14 января 1991 года в храме начали производиться богослужения. 3 июня 1992 года был освящён Престол Владимирской иконы Божией Матери освящён, престол Иоанна Предтечи (Крестителя) освящён 7 апреля 1994 г. В 1992—1996 годах храм был расписан художниками Даглдлян К и Романенко А. Иконы для иконостаса в верхнем храме написаны Чеботаревой О. Н., иконостас был выполнен из гипса и позолочен мастером К. Шиц.
В 1995—1998 годах был восстановлен нижний храм, 31 мая 1998 года там был устроен и освящён престол во имя святого великомученика Пантелеимона. Иконы для иконостаса нижнего храма были исполнены художниками братьями Макаровыми.

## Описание храма
В настоящее время церковь Михаила Архангела представляет собой четырёхпрестольный храм: Главный престол в честь Собора Архистратига Михаила и всех небесных Сил, не освящён. Правый придел во имя Владимирской иконы Божией Матери освящён в 1992 году, левый придел освящён в честь Собора Пророка, Предтечи и Крестителя Господня Иоанна иерейским чином в 1994 году. Криптовый храм-усыпальница во имя св. великомученика Пантелеимона освящён в 1998 году.
При храме работает Общество сестёр милосердия блаженной Ксении Петербургской.
Божественная Литургия совершается в субботу, воскресение и праздничные дни в 9.00, вечерние богослужения накануне в 16.00.

## Святыни
В храме сохраняются святыни:
- Чтимые образы храма: список Владимирской иконы Пресвятой Богородицы, икона Божией Матери «Панагия Сумела», образ преподобных отцев Симеона юродивого и Иоанна.

- В мощевиках храма хранятся частицы святых мощей угодников Божиих: святого апостола Андрея Первозванного, святых мучеников Пия и Плакиды, святого великомученика Феодора Тирона, святого великомученика Димитрия Солунского, святого мученика Вифлиемского младенца, святителя Григория Богослова, архиепископа Константинопольского, святителя Тарасия, патриарха Константинопольского, святителя Иоасафа, епископа Белгородского, священномученика Григория епископа, просветителя Великой Армении, священномученика Петра, архиепископа Воронежского, священномученика Фаддея, архиепископа Тверского, священномученика Макария Каневского, архимандрита Овручского, преподобного Максима Грека, преподобного благоверного князя Олега Брянского, преподобного Никиты Столпника, преподобного Саввы Сторожевского, преподобного Саввы Вишерского, Новгородского, преподобного Ипатия Печерского, целебника, святителя Игнатия Мариупольского, преподобных отцев Киево-Печерских, святителя Димитрия, митрополита Ростовского, святого великомученика Пантелеимона, святителя Игнатия (Брянчанинова), епископа Кавказского, святого первомученика архидиакона Стефана, святой праведной княгини Анны Новгородской, святого благоверного князя Владимира Новгородского, преподобного Илии Муромца, священномученика Владимира, митрополита Киевского, священномученика Климента, папы Римского, преподобного Антония Римлянина, святителя Нектария Эгинского, святого Василия Блаженного.

- Часть камня со Святой Голгофы, часть гроба Пресвятой Богородицы, часть гроба святого Тихона, патриарха Московского.